# Sidney Samson
Pour les articles homonymes, voir Samson (homonymie).
Sidney Samson (né le 2 octobre 1981 à Amsterdam) est un disc jockey et producteur néerlandais de house. Il est connu grâce à son titre Riverside, atteignant la 21e place des ventes dans le monde en 2009.

## Biographie

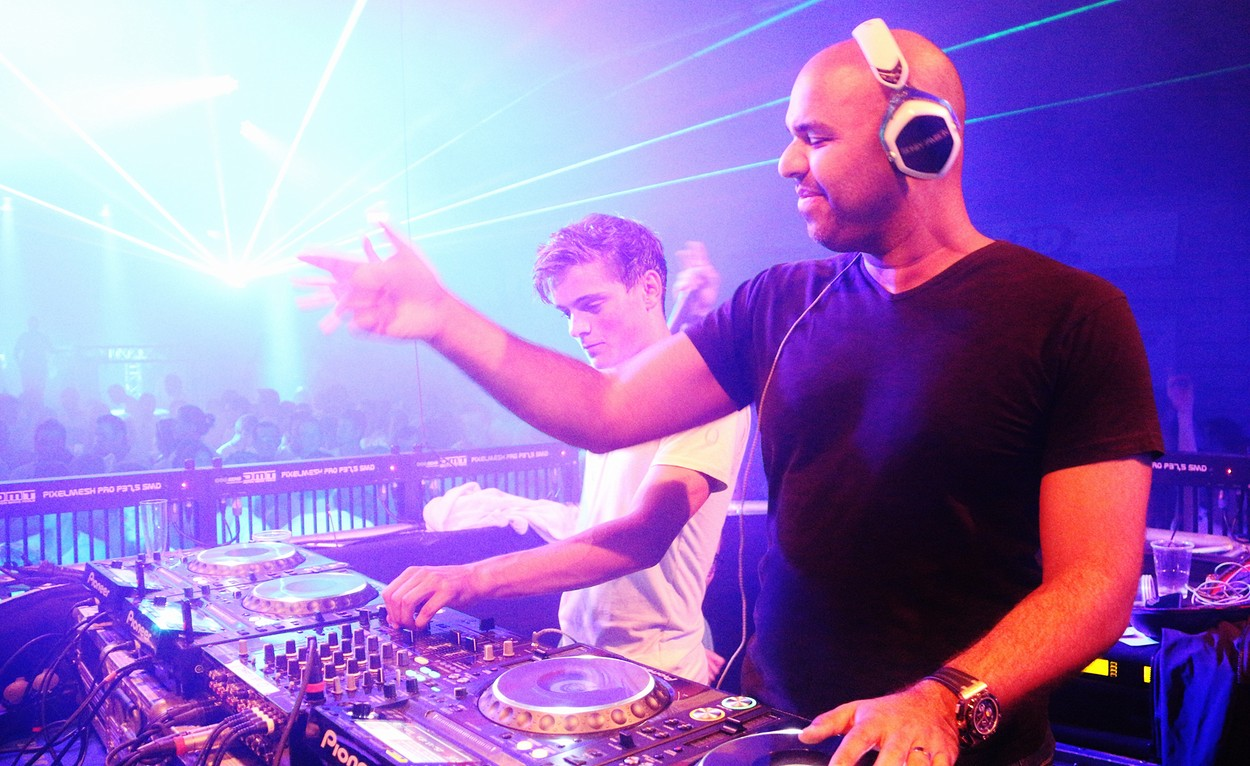
Martin Garrix et Sidney Samson.

Sidney Samson commence à mixer à l'âge de quatorze ans, en se concentrant sur la musique hip-hop avant de travailler sérieusement sur la house. Il est « DJ résident » dans le club The Matrixx, une discothèque néerlandaise et sort les titres Bring that Beat Back et It’s All Funked Up respectivement sur les labels Digidance et Spinnin' Records.
Il est marié à la chanteuse Eva Simons, avec qui il a collaboré pour Celebrate the Rain (en), sur Spinnin' Records.

## Discographie

### Singles
| Année | Titre                                      | Meilleure position | Meilleure position | Meilleure position | Meilleure position | Meilleure position | Album         |
| Année | Titre                                      | DAN                | R-U                | IRL                | AUS                | BEL                | Album         |
| ----- | ------------------------------------------ | ------------------ | ------------------ | ------------------ | ------------------ | ------------------ | ------------- |
| 2009  | Riverside                                  | 40                 | —                  | —                  | 10                 | 13                 | Single inédit |
| 2009  | Riverside (Let's Go) (feat. Wizard Sleeve) | —                  | 2                  | 2                  | —                  | —                  | Single inédit |
| 2010  | Shut Up and Let It Go (feat. Lady Bee)     | —                  | —                  | —                  | —                  | —                  | Single inédit |
| 2010  | The World Is Yours (Original Mix)          | —                  | —                  | —                  | —                  | —                  | Single inédit |
| 2010  | Fill U Up (feat. Sicerow)                  | —                  | —                  | —                  | —                  | —                  | Single inédit |
| 2010  | Wake Up Call (feat. Steve Aoki)            | —                  | —                  | —                  | —                  | —                  | Single inédit |
| 2010  | Duplex (Original Mix)                      | —                  | —                  | —                  | —                  | —                  | Single inédit |
| 2010  | Let's Go (feat. Lady Bee and Bizzey)       | —                  | —                  | —                  | 48                 | —                  | Single inédit |
| 2010  | Quacky (Afrojack & Sidney Samson)          | 32                 | —                  | —                  | —                  | —                  | Single inédit |
| 2011  | Tomahawk (Original Mix)                    | —                  | —                  | —                  | —                  | —                  | Single inédit |
| 2011  | Thanks I Get It (Original Mix)             | —                  | —                  | —                  | —                  | —                  | Single inédit |
| 2011  | Surrender (Feat. Mc Ambush)                | —                  | —                  | —                  | —                  | —                  | Single inédit |
| 2011  | The Street Is Ours (Original Mix)          | —                  | —                  | —                  | —                  | —                  | Single inédit |
| 2011  | Mutate (Feat. Lil Jon)                     | —                  | —                  | —                  | —                  | —                  |               |
| 2012  | Get Low (Original Mix)                     | —                  | —                  | —                  | —                  | —                  |               |
| 2012  | Gimme Dat Ass (feat. Pitbull and Akon)     | —                  | —                  | —                  | —                  | —                  |               |

- Bass (avec The Flexican)
- Pump Up The Stereo (avec MC Stretch)
- You Don't Love Me (avec Skitzofrenix, Lady Bee and Knowledge)
- Shake and Rock this
- What Do You Want Papi (avec Gregor Salto)
- Nobody

### Remixes
- Katy Perry - Last Friday Night
- Blaqstarr - Rider Girl
- Steve Aoki, Laidback Luke and Lil Jon - Turbulence
- Ferry Corsten - Punk
- David Guetta, Flo Rida and Nicki Minaj - Where Dem Girls At
- David Guetta & Akon - Wake Up Call
- Rihanna - S&M (Sidney Samson Remix)
- Pitbull - Hey Baby (Sidney Samson Remix)
- Andrea Rosario - We Own The Night
- Innerparty System - Not Gettin Any Better
- Martin Solveig - Hello (Sidney Samson Remix)
- Die and Interface and William Cartwright - Brightlight (Sidney Samson Remix)
- David Guetta - Gettin' Over (Sidney Samson Remix)
- Adam F - Hiphop (Sidney Samson Remix)
- Kylie Minogue - Get Outta My Way (Sidney Samson Remix)
- Stafford Brothers - Wasted (Sidney Samson Remix)
- Flo Rida and David Guetta - Club Can't Handle Me (Sidney Samson Remix)
- Silvio Ecomo and Chuckie - Moombah (Sidney Samson Remix)
- Kelly Rowland and David Guetta - Commander (Sidney Samson Remix)
- Ian Carey - Let Loose (Sidney Samson Remix)
- Roger Sanchez - 2gether (Sidney Samson Remix)
- Bobby Burns - I'm From Holland (Sidney Samson & Tony Cha Cha Remix)
- Tony Cha Cha - Solar (Sidney Samson Remix)
- Tony Cha Cha - Slut (Sidney Samson Remix)
- Bassjackers - Clifton (Sidney Samson Remix)
- Reel 2 Real - I Like To Move It (Sidney Samson Remix)
- Chicane - Come Back (Sidney Samson Remix)
- Ellie - Superstar (Sidney Samson Remix)
- David Guetta and Nicki Minaj - Turn Me On (Sidney Samson Remix)
- Mariah Carey and Miguel - Beautiful (Sidney Samson Remix)